# Mahallat
Mahallat (en persan : محلات) est une ville iranienne située dans la province de Markazi, à 262 km de Téhéran.

## Histoire
Durant l'Antiquité, elle était un lieu important du Zoroastrisme. Durant la période Safavide, les échanges commerciaux les plus importants se faisaient avec la ville d'Ispahan. Mahallat a été l'une des plus importantes bases du mouvement Ismaélien. Dans les limites actuelles de la ville, deux villages de Khorheh et Nimvar sont plus anciens que Mahallat et possèdent plusieurs monuments historiques.
Nimvar a été l'une des plus importants centres religieux du plateau iranien dans l'ancien temps. Khorheh est parmi les plus anciens villages dont l'histoire débute au moins à l'époque Séleucide. 

## Géographie
La ville a un climat plutôt froid et de forts vents au printemps et en été.
La ville est célèbre pour une importante source d'eau chaude jaillissant des montagnes au nord pour alimenter les zones de plaine au sud ainsi que la ville. Il existe aussi des sources thermales non loin de la ville qui représentent un attrait touristique depuis longtemps grâce à ses qualités médicinales.

## Population et société
Le dialecte parlé à Mahallat est une version dérivant de la branche des dialectes parlés dans le centre de l'Iran (Yazd, Isfahan, Khonsar) dont certains mots ont une ressemblance frappante avec le vieux persan.
Elle est l'un des plus grands lieux de production et un centre d'exportation des fleurs en Iran. Chaque mois de septembre se tient un festival des fleurs dans la ville.

## Patrimoine culturel
Il y a des restes d'architecture hellénique datant du temps d'Alexandre le Grand ainsi que les ruines d'un temple du feu datant de l'époque sassanide. 
Les sites importants naturels, historiques et monuments religieux de la ville sont : 
- Eaux thermales de Shafa, Solaymani, chute de Mahallat et lieu de loisir
- La cave de Azad Khan, Shah Babol, Soorakh Gav, Yekehchah, Goldar Kalcheshmeh, Sarcheshmeh et koshteh Riz
- Le fort de Jamshidi, Aghakhan Mahallati, et Khosravani
- Le caravanserail de Dodehak (période Safavide), et Joun-Abad (Safavide)
- Le pont de Dodehak (Safavide)
- Inscription historique de Khorheh (période Seljukide)
- Temple Seleucide de Khorheh (IVe siècle av. J.-C.)
- Temple du feu de Atashkooh (Sassanide), et Milmilouneh
- Barrage Sassanide de Nimvar
- Statue de Amr or Amreh (période pré-islamique)
- Maison de glace de Nimvar
- Jame’ mosques de mahallat (early Islamic time) et Nimvar
- Imamzadehs de Yahya, Fazolreza, Shahzadeh Mousa, et Shahzadeh Ismail.

## Galerie

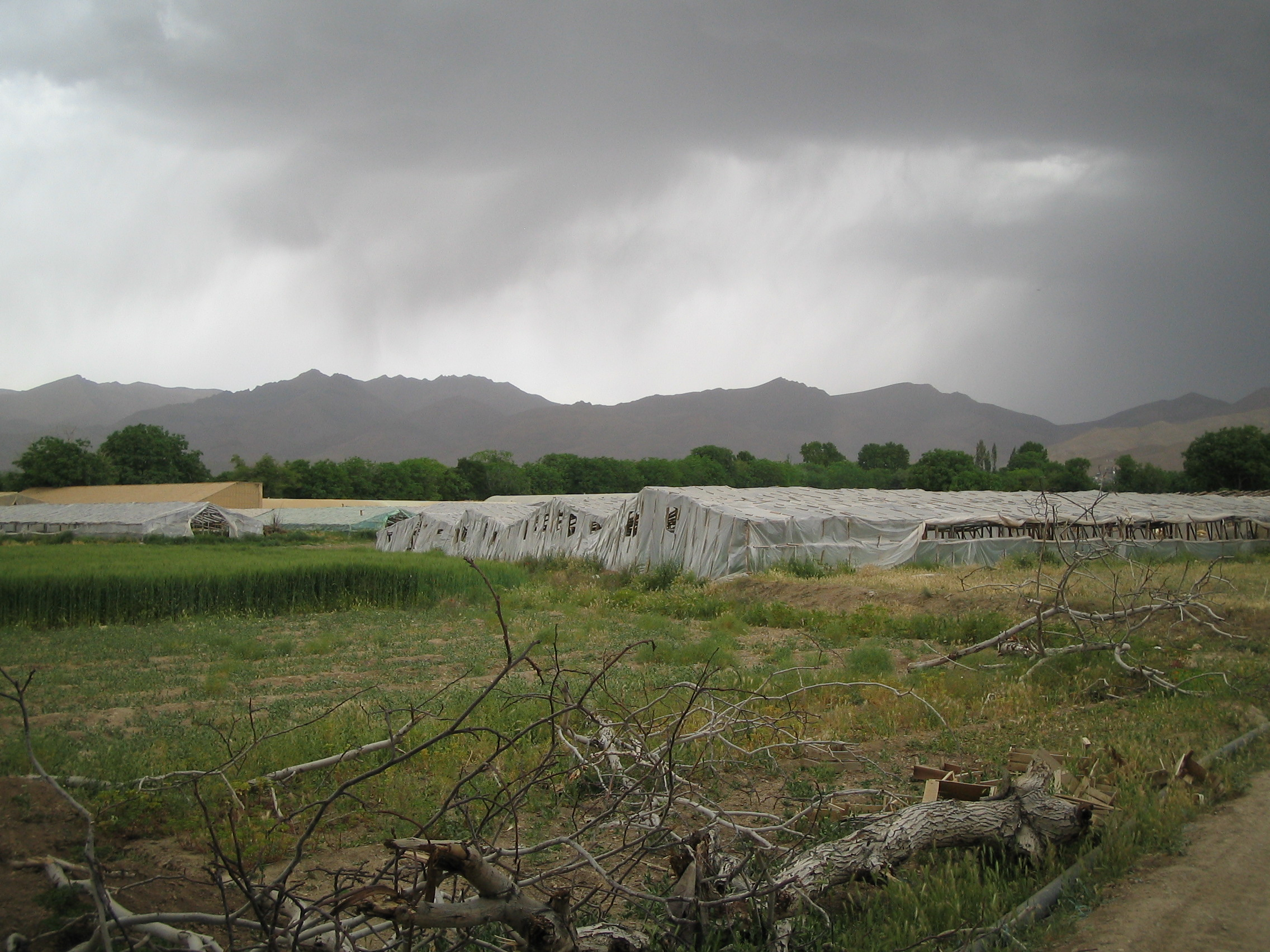
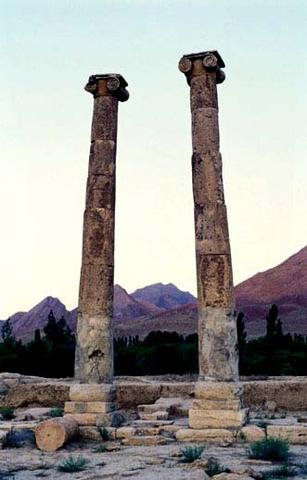
Ruines de Khorheh près de Mahallat.